# فيليب غلاسر
فيليب غلاسر (بالإنجليزية: Phillip Glasser)‏ مواليد 4 أكتوبر 1978 في كاليفورنيا، هو ممثل ومنتج أمريكي بدأ مسيرته الفنية سنة 1986.

## الأعمال
- باوند بابيز
- فول هاوس
- تايني تون
- بوي ميتس ورلد
- الهروب من كوكب الأرض
- الحرب مع الجد

## روابط خارجية
- فيليب غلاسر على موقع IMDb (الإنجليزية)
- فيليب غلاسر على موقع ألو سيني (الفرنسية)
- فيليب غلاسر على موقع قاعدة بيانات برودواي على الإنترنت (الإنجليزية)
- فيليب غلاسر على موقع ديسكوغز (الإنجليزية)
- فيليب غلاسر على موقع قاعدة بيانات الفيلم (الإنجليزية)
- فيليب غلاسر على موقع كينوبويسك (الروسية)